# Tithorea mopsa
Tithorea mopsa är en fjärilsart som beskrevs av Fabricius 1781. Tithorea mopsa ingår i släktet Tithorea och familjen praktfjärilar. Inga underarter finns listade i Catalogue of Life.